# Carlo Finelli
Carlo Finelli, född 25 april 1785, död 6 september 1853, var en italiensk skulptör.
Finelli var lärjunge till Antonio Canova, vilken han efterbildade. Han var mycket produktiv, och ägde en stor teknisk skicklighet i sin behandling av marmorn, men har ansetts som mindre originell, och ägnade sig främst åt kopior på verk från antiken och renässansen.